# Prix Felix-Klein
Ne doit pas être confondu avec Médaille Felix Klein.
Le prix Felix-Klein est décerné par la Société mathématique européenne et le Fraunhofer-Institut für Techno- und Wirtschaftsmathematik (de) (ITWM) tous les quatre ans depuis 2000 lors du Congrès européen de mathématiques (ECM). Il récompense un jeune mathématicien (a priori âgé de moins de 38 ans) et comporte une somme de 5 000 euros. 
Il récompense le développement de méthodes sophistiquées, permettant aussi une mise en œuvre complètement satisfaisante, pour fournir une solution originale à un problème industriel concret et difficile, qui rencontre la complète satisfaction de l'industrie.
Il porte le nom du mathématicien allemand Felix Klein, de même que la médaille Felix-Klein décernée elle par la Commission internationale de l'enseignement mathématique à un auteur de recherches sur l’enseignement des mathématiques.

## Lauréats
- 2000 : David Dobson (États-Unis)
- 2004 : non décerné
- 2008 : Josselin Garnier (France)[3]
- 2012 : Emmanuel Trélat (France)
- 2016 : Patrice Hauret (France)[4]
- 2020-2021 : Arnulf Jentzen (université de Münster, Allemagne)[5]
- 2024 : Fabien Casenave (Safran Tech, France)[6]